# خيمة أبها السياحية الدعوية
| \| خيمة أبها السياحية الدعوية \| \| \| |            |
| تاريخ التأسيس                          | 1430 هـ    |
| المقر الرئيسي                          | مدينة أبها |
| خيمة أبها السياحية الدعوية             |            |
|                                        |            |

## نبذة يسيرة
خيمة أبها السياحية الدعوية أحد انشطة مدينة أبها الصيفية والتي تقام خلال فترة الصيف، ويقوم عليها المكتب التعاوني للدعوة والإرشاد وتوعية الجاليات بأبها، بإشراف إدارة الدعوة والإرشاد بفرع وزارة الشؤون الإسلامية والأوقاف والدعوة والإرشاد بأبها، ويقوم برعاية الخيمة فيصل بن خالد بن عبد العزيز أمير منطقة عسير.
وقد تأسست الخيمة وانطلقت منذ عام 1430 هـ وهي حتى الآن في سنتها السادسه وتستقطب سنوياً أكثر من 200 ألف زائر وزائرة، خاصة أن وقت الصيف في عسير يستقطب آلاف السياح وزوار المنطقة لأجوائها الباردة والمتميزة.
ويتم بث جميع فعاليات الخيمة على موقع المكتب التعاوني للدعوة والإرشاد وتوعية الجاليات بأبها يومياً على مدى فترة الفعاليات، ويشاهد البث المباشر عبر الإنترنت قرابة 2000 شخص يومياً. وتُبادر الكثير من المؤسسات الخيرية والخاصة برعاية الخيمة والمشاركة في رعايتها.

## مناشط خيمة أبها السياحية الدعوية
تقدم الخيمة الدعوية أكثر من 25 فعالية متنوعة لجميع أفراد الأسرة، تتنوع بين الديني والثقافي والرياضي والنسائي والترفيهي، ويمكن أن نجمل أبرز مناشط الخيمة في التالي:

- المحاضرات الدعوية
- الدورات التدريبية
- الدورات الإعلامية
- الدوري الرياضي لكرة القدم
- برامج تعليمية للأطفال
- ندوات ثقافية
- ندوات طبية
- ندوات شعرية
- محاضرات للجاليات الغير عربية
- مطبخ الفتاة
- دورات أُسرية
- سباق الماراثون

## أرشيف الخيمة السابق
يمكن للجميع الإطلاع على جميع المحاضرات التي أقيمت خلال الإصدارات السابقة من الخيمة، وذلك عبر موقع المكتب التعاوني بأبها، كما يمكن له المشاهدة عبر صفحة الموقع في اليوتيوب.
1. ↑  خبر تشريف الأمير لحفل خيمة أبها من صحيفة عكاظ. [وصلة مكسورة] نسخة محفوظة 05 مارس 2016 على موقع واي باك مشين. [وصلة مكسورة] نسخة محفوظة 05 مارس 2016 على موقع واي باك مشين.
2. ↑  خبر صحيفة سبق حول فعاليات الخيمة المتنوعة. نسخة محفوظة 11 مارس 2014 على موقع واي باك مشين. [وصلة مكسورة]

- http://uqu.edu.sa/page/ar/47316
- http://www.alriyadh.com/2013/07/02/article848663.html
- http://www.aleqt.com/2010/07/25/article_422399.html
- http://sabq.org/Q97fde